# Kasuri Iwa
Kasuri Iwa (japanisch かすり岩 ‚Spritzmusterfelsen‘) ist ein kleiner Nunatak im ostantarktischen Königin-Maud-Land. Er ragt nördlich des Mount Fukushima im nördlichen Teil des Königin-Fabiola-Gebirges auf.
Japanische Wissenschaftler nahmen 1970 Vermessungen und die Benennung vor.